# Villefranchois (cộng đồng)
 Cộng đồng các xã Villefranchois  là một cộng đồng các xã Pháp Pháp, tọa lạc ở tỉnh của Aveyron.

## Phân chia đơn vị hành chính
Cộng đồng này bao gồm các xã sau:
1. La Rouquette
2. Martiel
3. Morlhon-le-Haut
4. Savignac
5. Toulonjac
6. Vailhourles
7. Villefranche-de-Rouergue